# Исламское движение Афганистана
Исламское движение Афганистана (перс. حرکت اسلامی افغانستان‎, Harakat-e Islamici-yi Афганистан) — политическая партия Афганистана и бывшая фракция Северного альянса. Движение зарегистрировано как политическая партия в Министерстве юстиции. С момента основания до 2005 года движение возглавлял Асиф Мохсени. Движение возникло в 1978 году. Первоначально движение вдохновлялось исламскими революционными идеями Али Шариати, но со временем влияние его идей ослабло.
В 1980-х годах движение было частью «тегеранской восьмёрки», альянса шиитских фракций моджахедов, поддерживаемых Ираном, которые боролись против правительства НДПА и советских войск в Афганистане. Движение присоединилось к Хизб-е Вахдат, которая задумывалась как единый шиитский политический фронт, но вскоре отделилась от него. В годы правления талибов партия присоединилась к «Северному альянсу».
После оккупации США Афганистана движение разделилось на две части. Откололся диссидентский сектор, образовавший Народное исламское движение Афганистана. Диссиденты во главе с Хуссейном Анвари базировались среди сил ополчения движения и имели более светские политические взгляды.
В феврале 2005 года Мухсини ушёл с поста лидера движения. Новым лидером движения стал Мухаммед Али Джавид, входивший в кабинет Временной администрации Афганистана в 2001 году.
В апреле 2005 года партия присоединилось к Фронту национального взаимопонимания Афганистана, фронту оппозиционных партий, состоящему из 12 политических партий. Однако вскоре фронт стал бездействовать.